# Tiroler Kogel
Tiroler Kogel – szczyt w grupie Tennengebirge, części Północnych Alp Wapiennych. Leży w Austrii w kraju związkowym Salzburg. Szczyt można zdobyć ze schroniska Leopold-Happisch-Haus.